# Hélène van Rijnbach-de Groot
Hélène van Rijnbach-de Groot (2 juni 1950) is een Nederlandse politica van het CDA. Zij was wethouder van Driebergen-Rijsenburg (1993-1997), burgemeester van Rozendaal (1997-2000), Bunnik (2000-2008) en Etten-Leur (2008-2017) en waarnemend burgemeester van Halderberge (2019-2020).     

## Biografie
Van Rijnbach begon in 1978 haar politieke carrière als gemeenteraadslid voor het CDA in de gemeente Driebergen-Rijsenburg. Vanaf 1993 was zij tevens wethouder aldaar.
In 1997 werd Van Rijnbach benoemd als burgemeester van Rozendaal. In 2000 verruilde ze die post voor de gemeente Bunnik. Op 1 september 2008 werd zij benoemd tot burgemeester van Etten-Leur. Ze behield deze functie tot 1 december 2017 en ging daarna met pensioen. De gemeenteraad van Etten-Leur koos Miranda de Vries als haar opvolgster.
Vanaf 3 december 2019 was Van Rijnbach waarnemend burgemeester van Halderberge als opvolgster van Jobke Vonk-Vedder. Zij werd op 17 september 2020 in Halderberge opgevolgd door Bernd Roks.